# Ramiro Moliner Inglés
Ramiro Moliner Inglés (* 13. März 1941 in Castelserás, Aragonien; † 20. August 2024 in Alcañiz) war ein spanischer römisch-katholischer Geistlicher, Erzbischof und Diplomat des Heiligen Stuhls. 

## Leben
Ramiro Moliner Inglés studierte Philosophie und Katholische Theologie am Priesterseminar in Saragossa. Am 19. März 1965 empfing er in Rom durch den Erzbischof von Saragossa, Pedro Cantero Cuadrado, das Sakrament der Priesterweihe für das Erzbistum Saragossa. Anschließend wirkte er zunächst als Pfarrer in La Puebla de Albortón, in Valmadrid und in Cariñena. Von 1970 bis 1973 absolvierte Moliner Inglés eine Ausbildung an der Päpstlichen Diplomatenakademie. Daneben erwarb er an der Päpstlichen Universität Gregoriana in Rom Lizenziate in den Fächern Katholische Theologie und Kanonisches Recht.
Moliner Inglés trat 1973 in den diplomatischen Dienst des Heiligen Stuhls ein. Er war an den Nuntiaturen in Neuseeland (1973–1976), in Ecuador (1976–1977), in Costa Rica (1977–1981), in Brasilien (1981–1985), in Uruguay (1985–1988) und im Sudan (1988–1991) tätig. Daneben wurde er 1982 an der Päpstlichen Universität Gregoriana mit der Arbeit La reforma de la carta de la ONU: a la luz de sus disposiciones constitucionales, de la experiencia de los 25 primeros años de la organización y de las exigencias del mundo de hoy („Die Reform der UN-Charta: im Lichte ihrer Verfassungsbestimmungen, der Erfahrungen der ersten 25 Jahre der Organisation und der Anforderungen der heutigen Welt“) im Fach Sozialwissenschaften promoviert. Ab 1991 war Moliner Inglés Nuntiaturrat an der Apostolischen Nuntiatur in Großbritannien. Papst Paul VI. verlieh ihm am 13. Dezember 1974 den Ehrentitel Päpstlicher Ehrenkaplan und Papst Johannes Paul II. am 20. Oktober 1987 den Ehrentitel Päpstlicher Ehrenprälat.
Papst Johannes Paul II. ernannte ihn am 2. Januar 1993 zum Titularerzbischof pro hac vice von Sarda und zum Apostolischen Nuntius in Papua-Neuguinea sowie auf den Salomonen. Die Bischofsweihe spendete ihm der Kardinalpräfekt der Kongregation für den Gottesdienst und die Sakramentenordnung, Antonio María Javierre Ortas SDB, am 22. Februar desselben Jahres in der Basílica del Pilar, der Konkathedrale des Erzbistums Saragossa; Mitkonsekratoren waren Elías Yanes Álvarez, Erzbischof von Saragossa, und Kurienbischof Cipriano Calderón Polo, Vizepräsident der Päpstlichen Kommission für Lateinamerika. Am 27. Februar 1993 erhielt Moliner Inglés die Ehrenbürgerwürde seiner Heimatstadt Castelserás.
Am 10. Mai 1997 berief ihn Johannes Paul II. zum Apostolischen Nuntius in Guatemala ernannt. Am 17. Januar 2004 wurde Moliner Inglés zum Apostolischen Nuntius in Äthiopien und Dschibuti, zum Sonderbeauftragten bei der Afrikanischen Union sowie zum Apostolischen Delegaten in Somalia berufen. Papst Benedikt XVI. ernannte ihn am 26. Juli 2008 zum Apostolischen Nuntius in Albanien. Im Rahmen seiner Tätigkeit als Apostolischer Nunstius setzte sich Moliner Inglés besonders für die sozialen und humanitären Belange der Dritten Welt ein.
Am 1. September 2016 trat Ramiro Moliner Inglés in den Ruhestand. Er starb am 20. August 2024 in Alcañiz im Alter von 83 Jahren und wurde in Castelserás beigesetzt.

## Schriften
- La reforma de la carta de la ONU: a la luz de sus disposiciones constitucionales, de la experiencia de los 25 primeros años de la organización y de las exigencias del mundo de hoy. Brasília 1982, OCLC 311420558.